# Cahabón
Il Río Cahabón è un fiume lungo 196 km, situato in Guatemala. La sorgente si trova sulla Sierra de las Minas presso Baja Verapaz. Vicino a Panzós, il fiume si congiunge con il fiume Polochic (15°25′25″N 89°34′28.99″W).